# Trial Kennedy
Trial Kennedy est un groupe de rock australien, originaire de Melbourne, à Victoria. Formé en 2002 de quatre membres — Tim Morrison (chant), Stacey Gray (guitare), Shaun Gionis (batterie) et Richard Buxton (basse), il se dissout en 2012 après avoir sorti deux albums, trois EP et sept singles.

## Biographie

### Débuts
Trial Kennedy sort son premier EP, Present for a Day, en 2004, deux ans après la formation du groupe. Jouant sur de petites scènes à leurs débuts, ils se font remarquer par l'industrie du disque avec leur second EP, Picture Frame, sorti en 2006. En 2007, puis en 2008, ils participent aux festivals Soundwave, événements majeurs en Australie, ainsi qu'au festival Come Together de Sydney en 2008.
Le groupe sort son premier album, intitulé New Manic Art, le 31 mai 2008. Salué par la critique — des articles élogieux sont publiés dans de grands journaux nationaux tels que le Daily Telegraph, le Daily Sun, mais aussi par la chaine de radio Triple J, la radio « rock » du groupe national public Australian Broadcasting Corporation — il est produit par Nick DiDia, célèbre pour avoir travaillé avec des groupes tels que Powderfinger, Stone Temple Pilots, Incubus et Audioslave.

### Fin et séparation
En septembre 2010, Trial Kennedy commence à enregistrer un second album, baptisé Living Undesigned, produit par Eric J Dubowsky, et enregistré aux studios Sing Sing Recording de Melbourne. La chanson Strange Behaviour sort en single dès le mois de novembre 2010, et passe en boucle sur Triple J durant tout l'été. Au même moment, le groupe entame une tournée sur la côte Est australienne (concerts à Canberra, à Sydney, à Brisbane, sur la Gold Coast, à Melbourne et à Adelaide) en compagnie du groupe Shihad. Dans les mois qui suivent, plusieurs titres du nouvel album sont présentés sur la page Facebook du groupe — Sally, Exology, Living Undesigned et Breath a Dime. Le 13 mai 2011, l'album sort officiellement en Australie.
Peu avant, le groupe commence une nouvelle tournée promotionnelle sur la côte Est de l'Australie, aux côtés des groupes Numbers Radio, The Bloodpoets et The Ivys. Le 16 avril 2012, les membres du groupe publient un communiqué expliquant que : « Pour de nombreuses raisons, nous tous dans le groupe avons choisi de mettre fin au projet qu'était Trial Kennedy ». Une tournée d'adieu s'effectue par la suite la même année. Leur dernier concert se fait au Corner Hotel de Melbourne, le 23 juin 2012.

## Discographie

### Albums studio
- 2008 : New Manic Art
- 2011 : Living Undesigned

### Single et EP
- 2004 : Present For a Day (EP)
- 2005 : Picture Frame (EP)
- 2006 : The Birds and the Bees (EP)
- 2006 : The Great Escape (single)
- 2008 : Colour Day Tours (single)
- 2008 : Sunday Warning (single)
- 2008 : Strange Behaviour (single)
- 2011 : Best of Tomorrow (single)
- 2011 : Exology (single)